# 浄妙寺 (有田市)
浄妙寺（じょうみょうじ）は、和歌山県有田市にある臨済宗妙心寺派の仏教寺院。山号は醫王山。本尊は薬師如来である。山の中腹にある境内には、本堂（薬師堂）や多宝塔など中世の建築物が現存する。

## 歴史
寺伝では大同元年（806年）、平城天皇の母藤原乙牟漏の発願により、鑑真の弟子の唐僧・如宝が創建したとされる。なお、乙牟漏は延暦9年（790年）に没しており、寺伝の通りとしても、創建までには相当の年数を要したことになる。
天正13年（1585年）豊臣秀吉の兵火を受け、山中にあった薬師堂（現在の本堂）と多宝塔を残して全ての堂宇を焼失した。以後長らく荒廃していたものを正保4年（1647年）に紀州藩初代藩主徳川頼宣が再興した。

## 文化財

### 重要文化財（国指定）
- 本堂（薬師堂） - 桁行三間、梁間三間、一重、寄棟造、向拝一間、本瓦葺。鎌倉時代の創建で江戸時代に改造。1904年（明治37年）8月29日重要文化財指定[2]。
- 多宝塔 - 三間、本瓦葺。鎌倉時代の創建で江戸時代に改造。1904年（明治37年）8月29日重要文化財指定[3]。
- 木造薬師如来及び両脇侍像  - 鎌倉時代
- 木造十二神将立像（12躯） - 鎌倉時代。12躯のうち6躯は1994年11月18日に盗難に遭っている[4]
- 蓮華唐草文螺鈿須弥壇

### 和歌山県指定文化財
- 多宝塔内壁画（八相成道図、真言八祖像）

### その他
- 方丈 - 江戸時代初期

## 交通アクセス
- JRきのくに線箕島駅から中紀バス「矢櫃海岸」行きで5分、「浄妙寺前」下車、徒歩5分